# Ronald Brautigam
Ronald Brautigam, né à Amsterdam le 1er octobre 1954, est un pianiste et pianofortiste néerlandais.

## Biographie
Ronald Brautigam a étudié avec Jan Wijn puis John Bingham et Rudolf Serkin.
Il s'est produit avec de nombreux orchestres réputés, sous la direction de Frans Brüggen, Riccardo Chailly, Charles Dutoit, Ivan Fischer, Bernard Haitink, Philippe Herreweghe, Christopher Hogwood, Simon Rattle, Sir Roger Norrington, Sergiu Comissiona et Edo de Waart. Il se consacre également à la musique de chambre, par exemple avec la violoniste et altiste néerlandaise Isabelle van Keulen.
Il est fort éclectique, jouant et enregistrant des œuvres de Haydn, Mozart, Beethoven, Schumann, Chostakovitch, Ravel, Debussy, Poulenc et Fauré.
On lui doit par ailleurs la reconstruction du Concerto pour piano WoO 4 de Beethoven dont seule la partie pianoforte existait jusqu'alors.

## Des enregistrements faits avec des instruments d'époque
- Ronald Brautigam, Isabelle van Keulen. Grieg, Elgar, Sibelius. Music for Violin and Piano, Challenge
- Ronald Brautigam. Joseph Haydn, Wolfgang Amadeus Mozart, Ludwig van Beethoven. Complete works for solo piano. Graf, Walter, Stein (Paul McNulty), Bis Records
- Ronald Brautigam. Felix Mendelssohn. Piano Concertos. Pleyel (Paul McNulty), Bis Records
- Ronald Brautigam, Peter Masseurs, Royal Concertgebouw Orchestra, Riccardo Chailly. Dmitri Shostakovich, Piano Concerto No.1, Op.35. London Classics
- Ronald Brautigam, Sharon Bezaly. Prokofiev, Schubert, Dutilleux, Jolivet. Works for Flute and Piano, Bis Records
- Ronald Brautigam, Nobuko Imai. Max Reger. Works for Viola., Bis Records